# Leksberg
Leksberg är en småort i Mariestads kommun och kyrkby i Leksbergs socken. Leksberg ligger en knapp kilometer söder om Mariestad och genom orten går Kinnekullebanan. 
I Leksberg står den medeltida kyrkan Leksbergs kyrka och i ortens östra utkant rinner Tidan. 
Den socialdemokratiske politikern Urban Ahlin är härifrån. 